# 乙力支
乙力支（?—?），北魏时勿吉的使臣。
魏孝文帝延兴年间，奉命朝贡北魏。太和初年，再次出使北魏，上贡五百匹马，陈述出使路线。声称勿吉国先攻破高句丽十个部落，请求和百济从水道一起攻打高句丽。北魏以为高句丽、勿吉、百济三国都是藩属国，劝他们应该共同和顺，不要互相侵扰，乙力支被遣送回国。